# Desmond Bryant
Desmond J. Bryant (Shorewood, 15 dicembre 1985) è un ex giocatore di football americano statunitense che ha giocato nel ruolo di defensive tackle nella National Football League. Non venne scelto al Draft NFL 2009 e successivamente firmò con gli Oakland Raiders. Al college giocò a football all'Università di Harvard.

## Carriera professionistica

### Oakland Raiders
Bryant non venne scelto al Draft 2009. Il 27 aprile 2009 firmò un contratto biennale come rookie free agent del valore di 715.000 dollari di cui 10.000 di bonus alla firma. Debuttò nella NFL il 14 settembre contro i San Diego Chargers. Il 22 novembre contro i Kansas City Chiefs forzò e recuperò il suo primo fumble in carriera.
Nella stagione 2010 saltò la prima partita per un infortunio al gomito subito durante la preseason, il 7 novembre contro i Chiefs fece il suo primo sack in carriera. Il 2 gennaio 2011 sempre contro i rivali Chiefs, fece registrare un'ottima prestazione con 6 tackle e un sack.
Il 31 luglio 2011 firmò un contratto annuale. Il 20 novembre contro i Minnesota Vikings forzò il suo secondo fumble in carriera. Concluse la stagione con ben 5 sack.
Il 7 giugno 2012 firmò un annuale del valore di 1,927 milioni di dollari. Il 23 settembre contro i Pittsburgh Steelers fece il suo primo fumble forzato stagionale poi recuperato dal compagno di squadra Joselio Hanson. Il 6 dicembre contro i Denver Broncos fece il suo primo sack stagionale ai danni di Peyton Manning. Nella partita successiva contro i Kansas City Chiefs realizzò un altro sack su Brady Quinn. Il 23 dicembre contro i Carolina Panthers fece un sack su Cam Newton, nell'ultima partita della stagione regolare contro i San Diego Chargers realizzò il suo quarto sack stagionale su Philip Rivers.

### Cleveland Browns
Il 12 marzo 2013, Bryant firmò un contratto quinquennale del valore di 34 milioni di dollari (12 milioni garantiti) di cui 5 milioni di bonus alla firma.
Nella stagione 2013, Bryant giocò 12 partite, tutte da titolare, con i Browns collezionando 31 tackle e 3,5 sack. Il 4 dicembre, fu però inserito in lista infortunati per un problema cardiaco che lo costrinse a chiudere in anticipo la stagione.. L'anno successivo si classificò al secondo posto nella squadra con 5 sack.

## Statistiche
| Partite totali      | 90   |
| Partite da titolare | 45   |
| Tackle              | 205  |
| Sack                | 20,0 |
| Intercetti          | 0    |
| Fumble forzati      | 3    |

Statistiche aggiornate alla stagione 2014